# Anrep (Adelsgeschlecht)

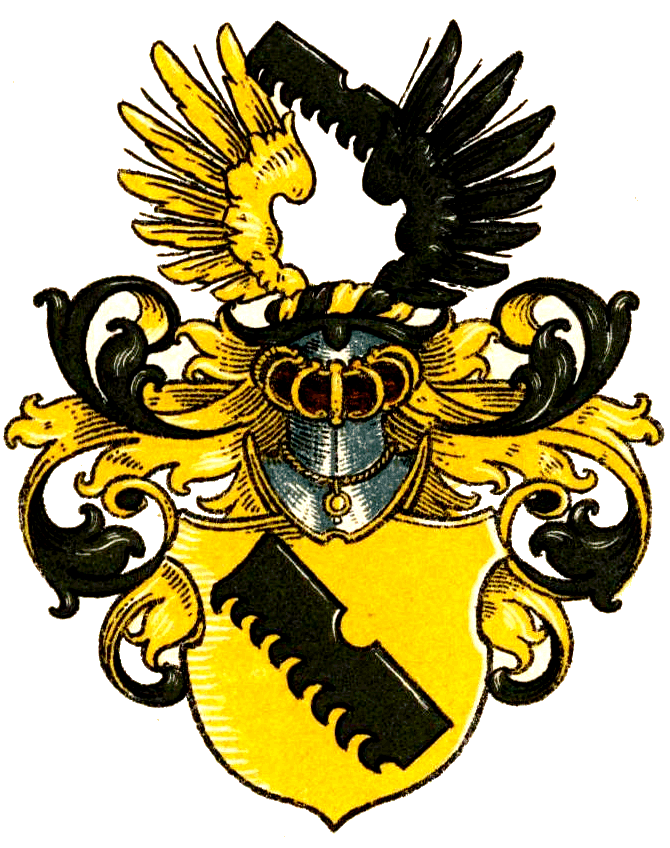
Stammwappen derer von Anrep

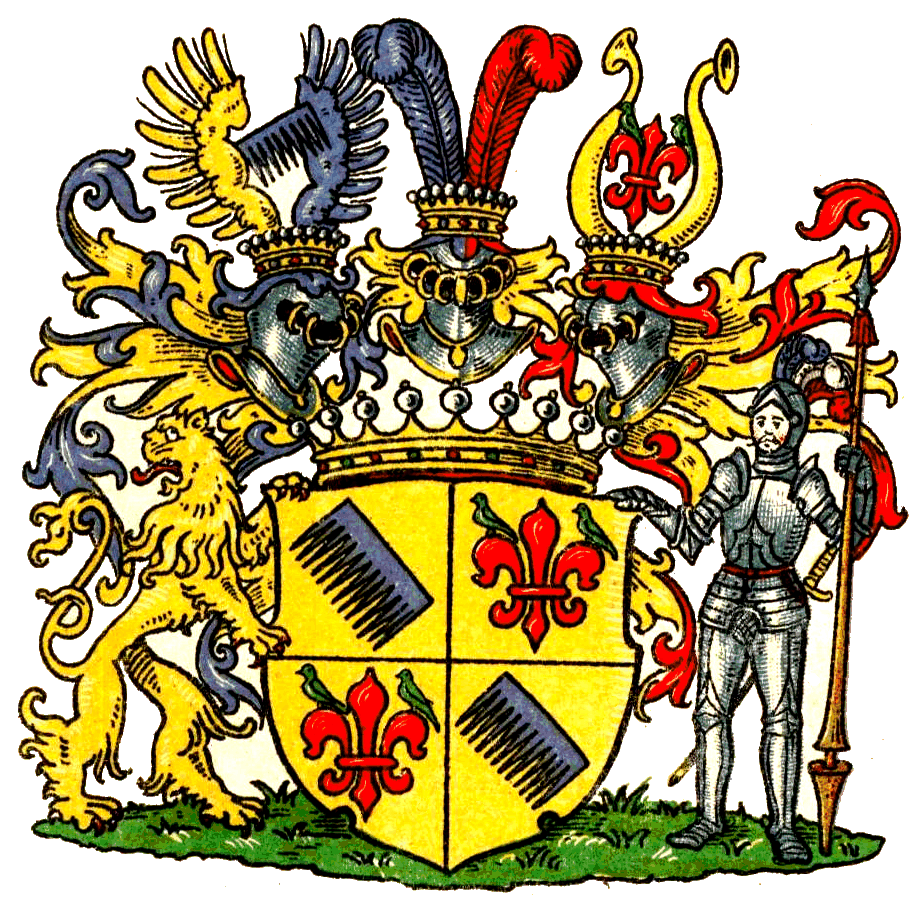
Wappen der Grafen Anrep-Elmpt

Anrep ist der Name eines deutschbaltischen Adelsgeschlechts, welches ursprünglich aus Westfalen stammt und sich später im Herrschaftsbereich Schwedens, Polens, Dänemarks und Russlands verbreitete.

## Geschichte
Die Familie stammt wahrscheinlich aus Anreppen, seit 1975 einem Stadtteil von Delbrück in Nordrhein-Westfalen, wo es mehrere Uradelsgeschlechter gleichen Namens gab, zu keinem davon aber bisher ein Zusammenhang urkundlich nachgewiesen ist. Der Ort führt noch heute ein dem Stammwappen der Anrep gleiches Wappen.
In Livland trat die Familie urkundlich erstmals 1470–1501 mit Goswin Anrep auf, der vom deutschen Orden einige Lehen im Helmetschen innehatte. Mit ihm beginnt auch die Stammreihe des Geschlechts.
Im Jahr 1635 erfolgte für den schwedischen Leutnant Gustaf Anrep die schwedische Adelsnaturalisation und Introduktion bei der Adelsklasse der Schwedischen Ritterschaft.
Die livländischen Linien wurden 1742 bei der livländischen Ritterschaft immatrikuliert, Friedrich Wilhelm von Anrep wegen seines Gutes Tecknal 1745 bei der estländischen Ritterschaft.
1853 wurde der russische Generalleutnant und Generaladjutant des Kaisers Josef Karl von Anrep in den russischen Grafenstand gehoben. Kaiser Nikolaus I. genehmigte dabei eine Wappen- und Namensvereinigung mit dem seiner Frau, Gräfin Cäcilie Philippine von Elmpt († 1892), der Letzten ihres Geschlechts. Die Grafen Anrep-Elmpt (russisch Анреп-Эльмпт) traten die elmpt'sche Nachfolge in Burgau an, erloschen im Mannesstamm jedoch bereits 1888 in der Folgegeneration. Die Tochter Cäcilie von Anrep-Elmpt (* 1847) heiratete den Grafen Keyserlingk. Deren Tochter Margarete Gräfin von Keyserlingk (* 1876) wurde Erbin von Burgau.

## Wappen
Das Stammwappen der livländischen Linien zeigt in Gold einen schrägrechts gestellten, mit den Zinken nach unten gerichteten schwarzen Kamm. Auf dem Helm mit schwarz-goldenen Decken der Kamm zwischen offenem, rechts goldenem und links schwarzem Flug. (Das vereinte Wappen der russischen Grafen von Anrep-Elmpt bildet den Kamm allerdings blau, in der Farbe wie bei der schwedischen Linie ab.)
Das Stammwappen der schwedischen Linien zeigt in Gold einen waagerecht gestellten, mit den Zinken nach oben gerichteten blauen Kamm. Auf dem Helm mit blau-goldenen Decken der Kamm zwischen offenem, rechts goldenem und links blauem Flug.
Das gräfliche Wappen Anrep-Elmpt (1853) zeigt im gevierten Schild in Feld 1 und 4 in Gold, darin ein schräg gestellter blauer Kamm mit 13 Zinken nach oben gerichtet (Anrep); in Feld 2 und 3 in Gold eine rote Lilie; auf jedem der gekrümmten Blätter steht ein grüner, rechtssehender Sittich mit goldenem Halsband (Elmpt). Auf dem Schild ruht die Grafenkrone. Über der Krone drei Helme, von je einer goldenen Grafenkrone bekrönt. Über dem rechten Helm ein offener Adlerflug, dessen rechter Flügel golden, der linke blau ist, dazwischen schwebt ein blauer Kamm (Anrep). Der linke Helm trägt zwei goldene Büffelhörner, dazwischen das Schildbild der Felder 2 und 3. Aus dem mittleren Helm ragen zwei Straußenfedern, wovon die rechte blau, die linke rot ist. Die Decken sind rechts blau-golden, links rot-golden. Schildhalter: Rechts ein aufgerichteter, rechtswendender, doppelschwänziger, goldener Löwe, links ein in Silber geharnischter, zugewandter Mann, auf dessen Helm zwei linksgerichtete blaue Straußenfedern.

## Angehörige
- Reinhold Anrep (General, † 1602) († 1602), schwedischer Feldmarschall und Landrat
- Reinhold Anrep (General, 1715) (1715–1781), schwedischer Generalmajor
- Reinhold von Anrep (1760–1807), russischer Generalleutnant
- Reinhold von Anrep-Elmpt (1834–1888), deutsch-baltischer Offizier und Forschungsreisender

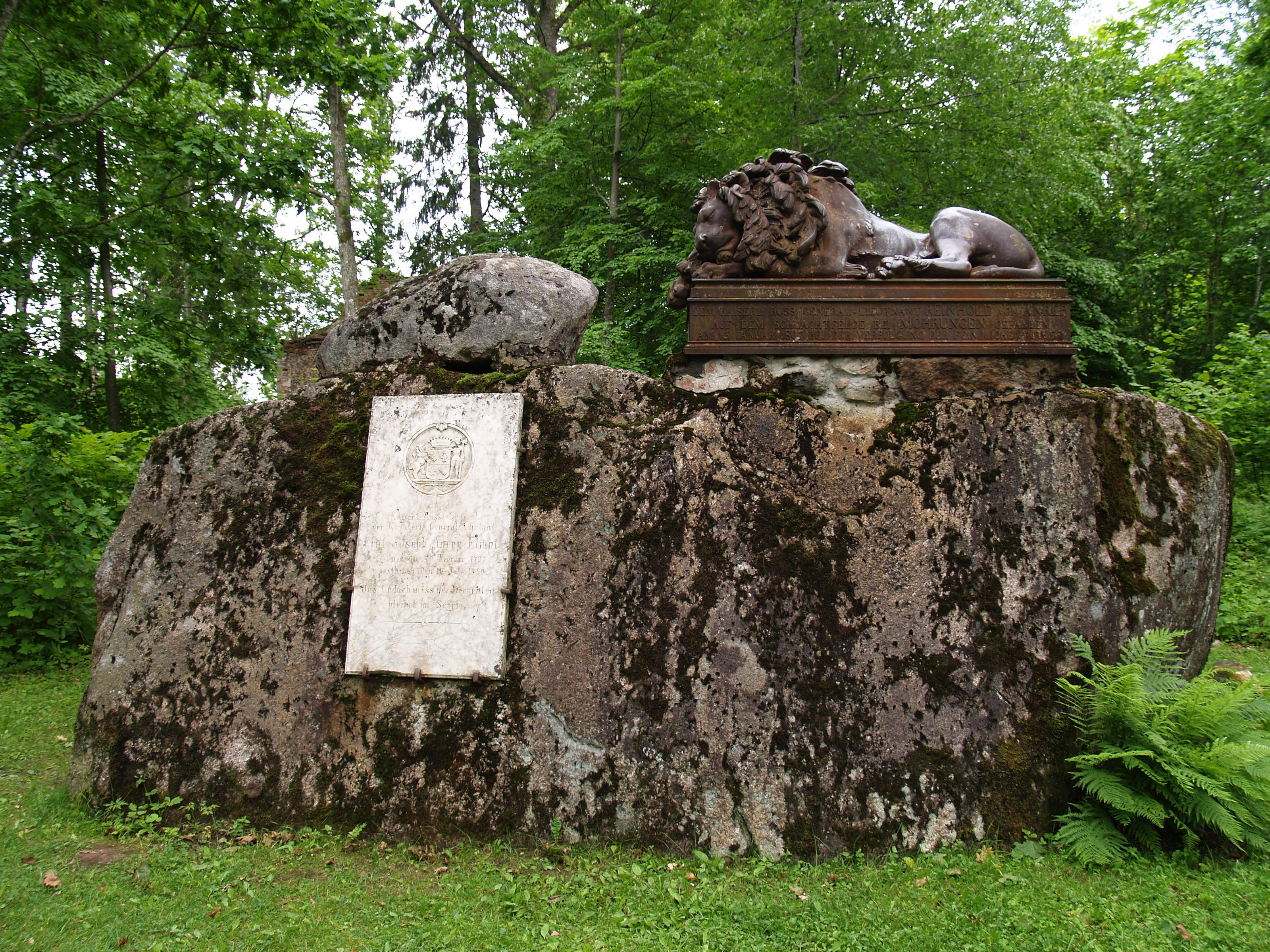
Schlafender Löwe, Denkmal für den kaiserlich-russischen Generalleutnant Reinhold von Anrep, gefallen in der Schlacht von Mohrungen 1807, 1844 errichtet von seinem Sohn General Joseph von Anrep

- Joseph Karl Anrep-Elmpt (1796–1860), russischer Generalleutnant
- Gabriel Anrep (1821–1907), schwedischer Genealoge
- Vassili von Anrep (1852–1927), deutsch-baltischer Mediziner an der Julius-Maximilians-Universität Würzburg
- Boris Anrep (1883–1969), deutsch-baltischer Mosaikkünstler tätig in London
- Gleb Anrep (1890–1955), deutsch-russischer Mediziner und Hochschullehrer